# Malawisuchus
Malawisuchus mwakasyungutiensis
Genre
Espèce
Malawisuchus est un genre éteint de crocodyliformes, un clade qui comprend les crocodiliens modernes et leurs plus proches parents fossiles. Il est rattaché au sous-ordre des Notosuchia (ou notosuchiens en français),.
Une seule espèce est rattachée au genre : Malawisuchus mwakasyungutiensis, décrite par Elisabeth Gomani en 1997.

## Étymologie
Son nom de genre Malawisuchus combine le nom du pays où le fossile a été découvert le Malawi et le mot du grec ancien Soũkhos, « crocodile » pour donner « crocodile du Malawi ». Le nom d'espèce mwakasyungutiensis fait référence à la région du nord du Malawi appelée Mwakasyunguti.

## Découverte et datation
Ses restes fossiles ont été découverts en 1989 dans la partie supérieure de la formation géologique des Dinosaur beds dans le nord du Malawi dans un niveau daté de l'Aptien (Crétacé inférieur), soit il y a environ entre 121,4 et 113,2 millions d'années.

## Description
Malawisuchus est un Crocodyliformes de petite taille, de l'ordre de 0,60 mètre de longueur totale.
Il possède des dents inhabituelles pour un Crocodyliformes qui font penser à celles des mammifères avec dans la partie arrière des mâchoires des dents à plusieurs cuspides (pointes). Son cou était fort.
Les articulations des pattes arrière laissent penser qu'elles étaient érigées et que l'animal pouvait courir. Par contre, l'analyse des points d'attache musculaire des muscles des pattes avant, sur l'humérus font penser que Malawisuchus aurait pu être un animal fouisseur. Cette hypothèse est renforcée par les résultats taphonomiques de l'interprétation des restes fossiles, qui montrent des squelettes articulés (en connexion anatomique), une observation qui se retrouve souvent chez les fossiles découverts dans des terriers.

## Classification
Malawisuchus est considéré comme un genre assez basal de Notosuchia,, en  groupe frère avec le genre Candidodon selon Bronzati et ses collègues en 2012. Diego Pol et ses collègues en 2014, le placent comme un Ziphosuchia basal, un clade de Notosuchia, où il est placé en groupe frère avec un autre genre : Pakasuchus.